# Andreas Mand
Andreas Mand (Duisburgo, Renania del Norte-Westfalia, 14 de diciembre de 1959) es un autor alemán de novelas, cuentos y ensayos y un dramaturgo. Él es uno de los representantes de la literatura contemporánea alemana y un cantante de rock alemán.  

## Vida y obra
Andreas Mand nació en Duisburgo, Renania del Norte-Westfalia (Alemania) como el hijo de un párroco protestante. 
Después de la escuela primaria asistió a la escuela Fichte-Gimnasio Krefeld (lleva el nombre del filósofo alemán Johann Gottlieb Fichte). Luego estudió Ciencias de la Comunicación en la Universidad de Osnabrück, donde obtuvo su grado de Magíster. 
En 1982 se ha publicado su primer libro titulado ¡Desaparece! Un ensayo de la escuela. (Haut ab. Ein Schulaufatz). 
También ha escrito canciones para su propia banda (fundada en 1984). Su música puede ser considerado  como un precursor de la Hamburger Schule o como parte de la misma. 
Hoy en día, Andreas Mand está trabajando y viviendo en Minden, Renania del Norte-Westfalia (Alemania).

## Obras

### Novelas
- 1982 ¡Desaparece! Un ensayo de la escuela. (Haut ab. Ein Schulaufatz), Nemo Press, Hamburgo, ISBN 3-922513-09-3
- 1984 Malestar interno (Innere Unruhen), Kellner-Verlag, Hamburgo, ISBN 3-922035-27-2.
- 1990 La invención de Grover (Grovers Erfindung), List-Taschenbuchverlag, Munich, ISBN 3-612-65032-7.
- 1992 El sueño de confitero (Der Traum des Konditors), Unabhängige Verlagsbuchhandlung, Berlín, ISBN 3-86172-029-9.
- 1993 Grover A orillas del lago (Grover am See), 2. Aufl. MaroVerlag, Augsburgo, ISBN 3-87512-213-5.
- 1994 Peng. Historia de la película. (Peng. Eine Filmerzählung), Edition Solitude, Stuttgart, ISBN 3-929085-13-5.
- 1994 La nave roja, (Das rote Schiff), MaroVerlag, Augsburgo, ISBN 3-87512-225-9.
- 1996 Héroes de la villa, (Kleinstadthelden), Ammann Verlag, Zúrich, ISBN 3-250-10292-X.
- 1998 El Gran Libro de Grover, (Das Große Grover Buch), Ammann Verlag, Zúrich, ISBN 3-250-60016-4.
- 2001 Niño del padre (Vaterkind), Residenz-Verlag, Salzburgo, ISBN 3-7017-1262-X.
- 2004 Bad night-narrative (Schlechtenachtgeschichte), MaroVerlag, Augsburgo, ISBN 3-87512-272-0.
- 2006 Pablo y la Beat Machine (Paul und die Beatmaschine), MaroVerlag, Augsburgo, ISBN 978-3-87512-278-7.
- 2015 El segundo jardín (Der zweite Garten), MaroVerlag, Augsburgo, ISBN 978-3-87512-471-2.[1]

### Obras de teatro
- 2010 El juego de Grover (Das Grover Spiel) y Sala de ensayo eternidad (Proberaum Ewigkeit),  MaroVerlag, Augsburgo, ISBN 978-3-87512-289-3.

### Disco compacto
- Desde 1984 hasta 1989 fue un cantante en su propia banda de rock, y en 2007 ha publicado un disco: Un pequeña lima (textos y el canto: Andreas Mand) MaroVerlag, Augsburgo 2007, ISBN 978-3-87512-906-9.[2] (Eine kleine Feile).
- Canciones Siebenkäs (Siebenkäs-Lieder), basada en la novela Siebenkäs de Jean Paul  (Maqueta, Casete), 1998[3]

## Premios
- 1992 Niederrheinischer Literaturpreis (es un premio literario alemán concedido en Krefeld)
- 2000 Escritor de la ciudad en Minden (premio literario, hoy Candide Precio)